# Swanscombe
Swanscombe (/ˈswɒnzkəm/) ist eine Kleinstadt im Borough of Dartford in Kent, England im Civil parish von Swanscombe und Greenhithe. Bei der Volkszählung 2011 lebten hier ca. 7500 Menschen. Sie befindet sich 3,5 Kilometer westlich von Gravesend und sechs Kilometer östlich von Dartford. Knochenfragmente und Werkzeuge, die die frühesten Menschen repräsentieren, von denen man weiß, dass sie in England gelebt haben, wurden ab 1935 in der Barnfield-Grube etwa 2 km (1 Meile) außerhalb des Ortes gefunden. Dieser Ort ist heute der Swanscombe Heritage Park. Der Swanscombe-Schädel wird heute im Natural History Museum in London verwahrt.
Swanscombe war wichtig in der frühen Geschichte der Zementproduktion. Das erste Zementwerk in der Nähe von Swanscombe wurde um 1792 von James Parker in Northfleet eröffnet. Zwischen 1840 und 1930 war hier das größte Zementwerk in Großbritannien.